# Generalsekretærer i Sovjetunionens kommunistiske parti
Generalsekretærer i Sovjetunionens kommunistiske parti er en liste over generalsekretærer i Sovjetunionens kommunistiske parti fra 1922 til 1991. Generalsekretæren var Sovjetunionens leder de facto.[kilde mangler] Partiets "ledende rolle" som styrende organ blev ophævet af Mikhail Gorbatjov den 13. marts 1990.
| # | Generalsekretær                      | Navn                                              | Levetid   |
| - | ------------------------------------ | ------------------------------------------------- | --------- |
| 1 | 3. april 1922 − 5. marts 1953        | Josef Vissarionovitj Stalin                       | 1878−1953 |
| 2 | 5. marts 1953 − 14. marts 1953       | Georgij Maksimilianovitj Malenkov                 | 1902−1988 |
| 3 | 14. marts 1953 − 14. oktober 1964    | Nikita Sergejevitj Khrusjtjov                     | 1894−1971 |
| 4 | 14. oktober 1964 − 10. november 1982 | Leonid Iljitj Bresjnev                            | 1906−1982 |
| 5 | 12. november 1982 − 9. februar 1984  | Jurij Vladimirovitj Andropov                      | 1914−1984 |
| 6 | 9. februar 1984 − 10. marts 1985     | Konstantin Ustinovitj Tjernenko                   | 1911−1985 |
| 7 | 11. marts 1985 − 24. august 1991     | Mikhail Sergejevitj Gorbatjov                     | 1931−2022 |
| 8 | 24. august 1991 − 29. august 1991    | Vladimir Antonovitj Ivasjko (fungerende kupmager) | 1932−1994 |

| Portal | Portal:Kommunisme |